# Rubén Baraja
Rubén Baraja Vegas (Valladolid, 11 luglio 1975) è un allenatore di calcio ed ex calciatore spagnolo, di ruolo centrocampista.

## Carriera

### Giocatore

#### Club
È cresciuto nelle giovanili del Real Valladolid, dove ha militato (alternandosi tra prima e seconda squadra) fino al 1996, anno in cui viene prelevato dall'Atlético Madrid. Gioca nell'Atlético tra prima e seconda squadra. Il 1º agosto 2000 si trasferisce al Valencia dove ha giocato per ben 10 anni divenendo una delle bandiere della squadra assieme a David Villa.

#### Nazionale
Ha esordito con la nazionale spagnola il 7 ottobre 2000, in una gara contro Israele. A seguire ha partecipato al campionato del mondo 2002 e al campionato d'Europa 2004; in totale, tra 2000 e 2005, ha totalizzato 43 presenze e 7 gol in maglia spagnola.

### Allenatore
Il 9 giugno 2011 diventa vice di Gregorio Manzano alla guida dell'Atlético Madrid. Il 22 dicembre con l'esonero di Manzano lascia i colchoneros. Il 10 ottobre 2012 diventa allenatore insieme a Emerson Esteve della selezione Juvenil B dell'Huracán Valencia.
Il 10 luglio 2013 diventa allenatore della selezione Juvenil A del Valencia. Il 18 dicembre diventa allenatore ad interim del Valencia Mestalla. Il 26 dicembre ritorna alla guida del Juvenil A.
Il 12 luglio 2015 diventa allenatore del club spagnolo dell'Elche. Nonostante abbia condotto la squadra alla salvezza, il 6 giugno 2016 decide di interrompere il contratto in essere con il club.
Il 7 novembre 2016 subentra a José Ramón Sandoval sulla panchina del Rayo Vallecano de Madrid. In seguito alla sconfitta casalinga(1-2) contro il Club Deportivo Mirandés, il 20 febbraio 2017 viene sollevato dall’incarico.
Il 12 dicembre 2017 subentra a Paco Herrera sulla panchina del Real Sporting de Gijón. Viene confermato sulla panchina del club asturiano per la stagione successiva, ma il 18 novembre 2018 viene esonerato in seguito alla sconfitta(2-1) contro il Real Oviedo.
Il 6 dicembre 2019 diventa il nuovo allenatore del Club Deportivo Tenerife. Porta la squadra al dodicesimo posto finale. Il 20 luglio 2020 viene sollevato dall’incarico.
Dal 20 agosto al 9 novembre 2020 allena il Real Zaragoza.
Il 14 febbraio 2023 diventa allenatore del Valencia, terzultimo nella Liga con 20 punti dopo 21 turni, con il suo ex compagno di squadra Carlos Marchena come vice. Baraja mette insieme 22 punti in 17 partite e si piazza quintultimo a fine campionato centrando la salvezza. Il 15 giugno rinnova il proprio contratto fino al 2025. Nella stagione seguente si piazza invece al nono posto.
Il 23 dicembre 2024 viene sollevato dall’incarico, lasciando la squadra in zona retrocessione al diciannovesimo posto.

## Statistiche

### Presenze e reti nei club
| Stagione                 | Squadra                  | Campionato               | Campionato | Campionato | Coppa naz. | Coppa naz. | Coppa naz. | Coppe europee | Coppe europee | Coppe europee | Altre coppe | Altre coppe | Altre coppe | Totale | Totale |
| Stagione                 | Squadra                  | Comp                     | Pres       | Reti       | Comp       | Pres       | Reti       | Comp          | Pres          | Reti          | Comp        | Pres        | Reti        | Pres   | Reti   |
| ------------------------ | ------------------------ | ------------------------ | ---------- | ---------- | ---------- | ---------- | ---------- | ------------- | ------------- | ------------- | ----------- | ----------- | ----------- | ------ | ------ |
| 1993-1994                | Real Valladolid B        | SDB                      | 20+2       | 8+0        | -          | -          | -          | -             | -             | -             | -           | -           | -           | 22     | 8      |
| 1994-1995                | Real Valladolid B        | SDB                      | 26         | 3          | -          | -          | -          | -             | -             | -             | -           | -           | -           | 26     | 3      |
| Totale Real Valladolid B | Totale Real Valladolid B | Totale Real Valladolid B | 46+2       | 11         |            | -          | -          |               | -             | -             |             | -           | -           | 48     | 11     |
| 1993-1994                | Real Valladolid          | PD                       | 5          | 1          | CR         | 0          | 0          | -             | -             | -             | -           | -           | -           | 5      | 1      |
| 1994-1995                | Real Valladolid          | PD                       | 9          | 0          | CR         | 0          | 0          | -             | -             | -             | -           | -           | -           | 9      | 0      |
| 1995-1996                | Real Valladolid          | PD                       | 27         | 1          | CR         | 4          | 0          | -             | -             | -             | -           | -           | -           | 31     | 1      |
| Totale Real Valladolid   | Totale Real Valladolid   | Totale Real Valladolid   | 41         | 2          |            | 4          | 0          |               | -             | -             |             | -           | -           | 45     | 2      |
| 1996-1997                | Atlético Madrid          | SD                       | 22         | 1          | -          | -          | -          | -             | -             | -             | -           | -           | -           | 22     | 1      |
| 1997-1998                | Atlético Madrid          | SD                       | 32         | 8          | -          | -          | -          | -             | -             | -             | -           | -           | -           | 32     | 8      |
| 1998-1999                | Atlético Madrid          | SD                       | 25         | 11         | -          | -          | -          | -             | -             | -             | -           | -           | -           | 25     | 11     |
| Totale Atlético Madrid   | Totale Atlético Madrid   | Totale Atlético Madrid   | 79         | 20         |            | -          | -          |               | -             | -             |             | -           | -           | 79     | 20     |
| 1998-1999                | Atlético Madrid          | PD                       | 8          | 1          | CR         | 4          | 0          | CU            | 2             | 0             | -           | -           | -           | 14     | 1      |
| 1999-2000                | Atlético Madrid          | PD                       | 26         | 3          | CR         | 5          | 2          | CU            | 6             | 2             | -           | -           | -           | 37     | 7      |
| Totale Atlético Madrid   | Totale Atlético Madrid   | Totale Atlético Madrid   | 34         | 4          |            | 9          | 2          |               | 8             | 2             |             | -           | -           | 51     | 8      |
| 2000-2001                | Valencia                 | PD                       | 35         | 4          | CR         | 2          | 1          | UCL           | 15            | 2             | -           | -           | -           | 52     | 7      |
| 2001-2002                | Valencia                 | PD                       | 17         | 7          | CR         | 0          | 0          | CU            | 1             | 0             | -           | -           | -           | 18     | 7      |
| 2002-2003                | Valencia                 | PD                       | 35         | 5          | CR         | 1          | 0          | UCL           | 12            | 4             | SS          | 2           | 0           | 50     | 9      |
| 2003-2004                | Valencia                 | PD                       | 35         | 8          | CR         | 6          | 3          | CU            | 11            | 2             | -           | -           | -           | 52     | 13     |
| 2004-2005                | Valencia                 | PD                       | 25         | 7          | CR         | 2          | 0          | UCL+CU        | 6+2           | 1+0           | SS+SU       | 2+1         | 0+1         | 38     | 9      |
| 2005-2006                | Valencia                 | PD                       | 31         | 4          | CR         | 2          | 0          | CI            | 1             | 0             | -           | -           | -           | 34     | 4      |
| 2006-2007                | Valencia                 | PD                       | 14         | 1          | CR         | 1          | 0          | UCL           | 3             | 0             | -           | -           | -           | 18     | 1      |
| 2007-2008                | Valencia                 | PD                       | 25         | 2          | CR         | 8          | 1          | UCL           | 3             | 0             | -           | -           | -           | 36     | 3      |
| 2008-2009                | Valencia                 | PD                       | 28         | 3          | CR         | 4          | 1          | CU            | 4             | 1             | SS          | 2           | 0           | 38     | 5      |
| 2009-2010                | Valencia                 | PD                       | 18         | 0          | CR         | 2          | 0          | UEL           | 2             | 0             | -           | -           | -           | 22     | 0      |
| Totale Valencia          | Totale Valencia          | Totale Valencia          | 263        | 41         |            | 28         | 6          |               | 39+20+1       | 7+3           |             | 6+1         | 1           | 358    | 58     |
| Totale carriera          | Totale carriera          | Totale carriera          | 465        | 78         |            | 41         | 8          |               | 58            | 12            |             | 7           | 1           | 571    | 99     |

### Cronologia presenze e reti in nazionale
| Cronologia completa delle presenze e delle reti in nazionale ― Spagna | Cronologia completa delle presenze e delle reti in nazionale ― Spagna | Cronologia completa delle presenze e delle reti in nazionale ― Spagna | Cronologia completa delle presenze e delle reti in nazionale ― Spagna | Cronologia completa delle presenze e delle reti in nazionale ― Spagna | Cronologia completa delle presenze e delle reti in nazionale ― Spagna | Cronologia completa delle presenze e delle reti in nazionale ― Spagna | Cronologia completa delle presenze e delle reti in nazionale ― Spagna |
| Data                                                                  | Città                                                                 | In casa                                                               | Risultato                                                             | Ospiti                                                                | Competizione                                                          | Reti                                                                  | Note                                                                  |
| --------------------------------------------------------------------- | --------------------------------------------------------------------- | --------------------------------------------------------------------- | --------------------------------------------------------------------- | --------------------------------------------------------------------- | --------------------------------------------------------------------- | --------------------------------------------------------------------- | --------------------------------------------------------------------- |
| 7-10-2000                                                             | Madrid                                                                | Spagna                                                                | 2 – 0                                                                 | Israele                                                               | Qual. Mondiali 2002                                                   | -                                                                     | 30’                                                                   |
| 11-10-2000                                                            | Vienna                                                                | Austria                                                               | 1 – 1                                                                 | Spagna                                                                | Qual. Mondiali 2002                                                   | 1                                                                     | 34’                                                                   |
| 15-11-2000                                                            | Siviglia                                                              | Spagna                                                                | 1 – 2                                                                 | Paesi Bassi                                                           | Amichevole                                                            | -                                                                     | 46’                                                                   |
| 28-2-2001                                                             | Birmingham                                                            | Inghilterra                                                           | 3 – 0                                                                 | Spagna                                                                | Amichevole                                                            | -                                                                     | 81’                                                                   |
| 24-3-2001                                                             | Alicante                                                              | Spagna                                                                | 5 – 0                                                                 | Liechtenstein                                                         | Qual. Mondiali 2002                                                   | -                                                                     | 67’                                                                   |
| 28-3-2001                                                             | Valencia                                                              | Spagna                                                                | 2 – 1                                                                 | Francia                                                               | Amichevole                                                            | -                                                                     | 63’                                                                   |
| 25-4-2001                                                             | Cordova                                                               | Spagna                                                                | 1 – 0                                                                 | Giappone                                                              | Amichevole                                                            | 1                                                                     | 31’                                                                   |
| 6-6-2001                                                              | Tel Aviv                                                              | Israele                                                               | 1 – 1                                                                 | Spagna                                                                | Qual. Mondiali 2002                                                   | -                                                                     | 36’                                                                   |
| 13-2-2002                                                             | Barcellona                                                            | Spagna                                                                | 1 – 1                                                                 | Portogallo                                                            | Amichevole                                                            | -                                                                     | 46’                                                                   |
| 17-4-2002                                                             | Belfast                                                               | Irlanda del Nord                                                      | 0 – 5                                                                 | Spagna                                                                | Amichevole                                                            | 1                                                                     |                                                                       |
| 2-6-2002                                                              | Gwangju                                                               | Spagna                                                                | 3 – 1                                                                 | Slovenia                                                              | Mondiali 2002 - 1º turno                                              | -                                                                     |                                                                       |
| 7-6-2002                                                              | Jeonju                                                                | Spagna                                                                | 3 – 1                                                                 | Paraguay                                                              | Mondiali 2002 - 1º turno                                              | -                                                                     | 71’                                                                   |
| 16-6-2002                                                             | Suwon                                                                 | Spagna                                                                | 1 – 1 dts (3 – 2 dtr)                                                 | Irlanda                                                               | Mondiali 2002 - Ottavi di finale                                      | -                                                                     | 87’                                                                   |
| 22-6-2002                                                             | Gwangju                                                               | Spagna                                                                | 0 – 0 dts (3 – 5 dtr)                                                 | Corea del Sud                                                         | Mondiali 2002 - Quarti di finale                                      | -                                                                     |                                                                       |
| 7-9-2002                                                              | Atene                                                                 | Grecia                                                                | 0 – 2                                                                 | Spagna                                                                | Qual. Euro 2004                                                       | -                                                                     | 59’                                                                   |
| 12-10-2002                                                            | Albacete                                                              | Spagna                                                                | 3 – 0                                                                 | Irlanda del Nord                                                      | Qual. Euro 2004                                                       | 2                                                                     |                                                                       |
| 16-10-2002                                                            | Logroño                                                               | Spagna                                                                | 0 – 0                                                                 | Paraguay                                                              | Amichevole                                                            | -                                                                     | 46’                                                                   |
| 20-11-2002                                                            | Granada                                                               | Spagna                                                                | 1 – 0                                                                 | Bulgaria                                                              | Amichevole                                                            | -                                                                     | 46’                                                                   |
| 12-2-2003                                                             | Las Palmas                                                            | Spagna                                                                | 3 – 1                                                                 | Germania                                                              | Amichevole                                                            | -                                                                     | 74’                                                                   |
| 29-3-2003                                                             | Kiev                                                                  | Ucraina                                                               | 2 – 2                                                                 | Spagna                                                                | Qual. Euro 2004                                                       | -                                                                     | 58’                                                                   |
| 2-4-2003                                                              | León                                                                  | Spagna                                                                | 3 – 0                                                                 | Armenia                                                               | Qual. Euro 2004                                                       | -                                                                     | 64’ 66’                                                               |
| 30-4-2003                                                             | Madrid                                                                | Spagna                                                                | 4 – 0                                                                 | Ecuador                                                               | Amichevole                                                            | -                                                                     | 19’ 66’                                                               |
| 11-6-2003                                                             | Belfast                                                               | Irlanda del Nord                                                      | 0 – 0                                                                 | Spagna                                                                | Qual. Euro 2004                                                       | -                                                                     |                                                                       |
| 6-9-2003                                                              | Guimarães                                                             | Portogallo                                                            | 0 – 3                                                                 | Spagna                                                                | Amichevole                                                            | -                                                                     | 46’                                                                   |
| 10-9-2003                                                             | Elche                                                                 | Spagna                                                                | 2 – 1                                                                 | Ucraina                                                               | Qual. Euro 2004                                                       | -                                                                     | 84’                                                                   |
| 11-10-2003                                                            | Erevan                                                                | Armenia                                                               | 0 – 4                                                                 | Spagna                                                                | Qual. Euro 2004                                                       | -                                                                     | 66’                                                                   |
| 15-11-2003                                                            | Valencia                                                              | Spagna                                                                | 2 – 1                                                                 | Norvegia                                                              | Qual. Euro 2004                                                       | -                                                                     |                                                                       |
| 19-11-2003                                                            | Oslo                                                                  | Norvegia                                                              | 0 – 3                                                                 | Spagna                                                                | Qual. Euro 2004                                                       | -                                                                     | 87’                                                                   |
| 18-2-2004                                                             | Barcellona                                                            | Spagna                                                                | 2 – 1                                                                 | Perù                                                                  | Amichevole                                                            | 1                                                                     | 46’                                                                   |
| 31-3-2004                                                             | Gijón                                                                 | Spagna                                                                | 2 – 0                                                                 | Danimarca                                                             | Amichevole                                                            | -                                                                     | 46’                                                                   |
| 28-4-2004                                                             | Genova                                                                | Italia                                                                | 1 – 1                                                                 | Spagna                                                                | Amichevole                                                            | -                                                                     | 78’                                                                   |
| 5-6-2004                                                              | Getafe                                                                | Spagna                                                                | 4 – 0                                                                 | Andorra                                                               | Amichevole                                                            | 1                                                                     | 46’                                                                   |
| 12-6-2004                                                             | Faro                                                                  | Spagna                                                                | 1 – 0                                                                 | Russia                                                                | Euro 2004 - 1º turno                                                  | -                                                                     | 43’ 59’                                                               |
| 16-6-2004                                                             | Porto                                                                 | Grecia                                                                | 1 – 1                                                                 | Spagna                                                                | Euro 2004 - 1º turno                                                  | -                                                                     |                                                                       |
| 20-6-2004                                                             | Lisbona                                                               | Spagna                                                                | 0 – 1                                                                 | Portogallo                                                            | Euro 2004 - 1º turno                                                  | -                                                                     | 66’                                                                   |
| 18-8-2004                                                             | Las Palmas                                                            | Spagna                                                                | 3 – 2                                                                 | Venezuela                                                             | Amichevole                                                            | -                                                                     | 46’                                                                   |
| 3-9-2004                                                              | Valencia                                                              | Spagna                                                                | 1 – 1                                                                 | Scozia                                                                | Amichevole                                                            | -                                                                     | 46’                                                                   |
| 8-9-2004                                                              | Zenica                                                                | Bosnia ed Erzegovina                                                  | 1 – 1                                                                 | Spagna                                                                | Qual. Mondiali 2006                                                   | -                                                                     | 58’                                                                   |
| 9-10-2004                                                             | Santander                                                             | Spagna                                                                | 2 – 0                                                                 | Belgio                                                                | Qual. Mondiali 2006                                                   | -                                                                     | 73’                                                                   |
| 13-10-2004                                                            | Vilnius                                                               | Lituania                                                              | 0 – 0                                                                 | Spagna                                                                | Qual. Mondiali 2006                                                   | -                                                                     | 64’                                                                   |
| 8-10-2005                                                             | Bruxelles                                                             | Belgio                                                                | 0 – 2                                                                 | Spagna                                                                | Qual. Mondiali 2006                                                   | -                                                                     | 70’                                                                   |
| 12-10-2005                                                            | Serravalle                                                            | San Marino                                                            | 0 – 6                                                                 | Spagna                                                                | Qual. Mondiali 2006                                                   | -                                                                     | 57’                                                                   |
| 16-11-2005                                                            | Bratislava                                                            | Slovacchia                                                            | 1 – 1                                                                 | Spagna                                                                | Qual. Mondiali 2006                                                   | -                                                                     |                                                                       |
| Totale                                                                |                                                                       | Presenze                                                              | 43                                                                    |                                                                       | Reti                                                                  | 7                                                                     |                                                                       |

### Statistiche da allenatore
Statistiche aggiornate al 23 dicembre 2024.
| Stagione              | Squadra               | Campionato            | Campionato | Campionato | Campionato | Campionato | Coppe nazionali | Coppe nazionali | Coppe nazionali | Coppe nazionali | Coppe nazionali | Coppe continentali | Coppe continentali | Coppe continentali | Coppe continentali | Coppe continentali | Altre coppe | Altre coppe | Altre coppe | Altre coppe | Altre coppe | Totale | Totale | Totale | Totale | % Vittorie | Piazzamento |
| Stagione              | Squadra               | Comp                  | G          | V          | N          | P          | Comp            | G               | V               | N               | P               | Comp               | G                  | V                  | N                  | P                  | Comp        | G           | V           | N           | P           | G      | V      | N      | P      | %          | Piazzamento |
| --------------------- | --------------------- | --------------------- | ---------- | ---------- | ---------- | ---------- | --------------- | --------------- | --------------- | --------------- | --------------- | ------------------ | ------------------ | ------------------ | ------------------ | ------------------ | ----------- | ----------- | ----------- | ----------- | ----------- | ------ | ------ | ------ | ------ | ---------- | ----------- |
| 2015-2016             | Elche                 | SD                    | 42         | 13         | 18         | 11         | CR              | 1               | 0               | 1               | 0               | -                  | -                  | -                  | -                  | -                  | -           | -           | -           | -           | -           | 43     | 13     | 19     | 11     | 30,23      | 11°         |
| nov. 2016-feb. 2017   | Rayo Vallecano        | SD                    | 13         | 3          | 4          | 6          | CR              | 0               | 0               | 0               | 0               | -                  | -                  | -                  | -                  | -                  | -           | -           | -           | -           | -           | 13     | 3      | 4      | 6      | 23,08      | Sub.,Eson.  |
| dic. 2017-2018        | Sporting Gijón        | SD                    | 24+2       | 15         | 2          | 7+2        | CR              | 0               | 0               | 0               | 0               | -                  | -                  | -                  | -                  | -                  | -           | -           | -           | -           | -           | 26     | 15     | 2      | 9      | 57,69      | Sub., 4°    |
| lug.-nov. 2018        | Sporting Gijón        | SD                    | 14         | 3          | 6          | 5          | CR              | 3               | 2               | 1               | 0               | -                  | -                  | -                  | -                  | -                  | -           | -           | -           | -           | -           | 17     | 5      | 7      | 5      | 29,41      | Eson.       |
| Totale Sporting Gijon | Totale Sporting Gijon | Totale Sporting Gijon | 38+2       | 18         | 8          | 12+2       |                 | 3               | 2               | 1               | 0               |                    | -                  | -                  | -                  | -                  |             | -           | -           | -           | -           | 44     | 20     | 9      | 14     | 45,45      |             |
| dic. 2019-2020        | Tenerife              | SD                    | 24         | 10         | 7          | 7          | CR              | 4               | 2               | 2               | 0               | -                  | -                  | -                  | -                  | -                  | -           | -           | -           | -           | -           | 28     | 12     | 9      | 7      | 42,86      | Sub., 12°   |
| lug.-nov. 2020        | Real Saragozza        | SD                    | 10         | 2          | 4          | 4          | CR              | 0               | 0               | 0               | 0               | -                  | -                  | -                  | -                  | -                  | -           | -           | -           | -           | -           | 10     | 2      | 4      | 4      | 20,00      | Eson.       |
| feb.-giu. 2023        | Valencia              | PD                    | 17         | 6          | 4          | 7          | CR              | 0               | 0               | 0               | 0               | -                  | -                  | -                  | -                  | -                  | -           | -           | -           | -           | -           | 17     | 6      | 4      | 7      | 35,29      | Sub., 16º   |
| 2023-2024             | Valencia              | PD                    | 38         | 13         | 10         | 15         | CR              | 4               | 3               | 0               | 1               | -                  | -                  | -                  | -                  | -                  | -           | -           | -           | -           | -           | 42     | 16     | 10     | 16     | 38,10      | 9°          |
| lug.-dic. 2024        | Valencia              | PD                    | 17         | 2          | 6          | 9          | CR              | 2               | 2               | 0               | 0               | -                  | -                  | -                  | -                  | -                  | -           | -           | -           | -           | -           | 19     | 4      | 6      | 9      | 21,05      | Eson.       |
| Totale Valencia       | Totale Valencia       | Totale Valencia       | 72         | 21         | 20         | 31         |                 | 6               | 5               | 0               | 1               |                    | -                  | -                  | -                  | -                  |             | -           | -           | -           | -           | 78     | 26     | 20     | 32     | 33,33      |             |
| Totale carriera       | Totale carriera       | Totale carriera       | 201        | 67         | 61         | 73         |                 | 14              | 9               | 4               | 1               |                    | -                  | -                  | -                  | -                  |             | -           | -           | -           | -           | 215    | 76     | 65     | 74     | 35,35      |             |

## Palmarès

### Club

#### Competizioni nazionali
- Campionato spagnolo: 2

Valencia: 2001-2002, 2003-2004
- Coppa di Spagna: 1

Valencia: 2007-2008

#### Competizioni internazionali
- Coppa UEFA: 1

Valencia: 2003-2004
- Supercoppa UEFA: 1

Valencia: 2004